# Jermaine Dupri
Jermaine Dupri, också känd som JD, född 23 september 1972 i Asheville, North Carolina, är en amerikansk musikproducent, rappare och Grammyvinnande låtskrivare. Han är även känd som Bow Wows mentor. Dupri har producerat flera stora hits, såsom "Money Ain't a Thang" (1998) med Jay-Z, "Welcome to Atlanta" (2001) med Ludacris, "It's like That" (2005) med Mariah Carey, "Get Ur Head Out Your Ass Playboy" (2000) med Shade Sheist och "Gotta Getcha" med Johnta Austin.
Dupri blev involverad i en dispyt (så kallad beef) med Eminem och Dr. Dre år 2002. Dispyten var främst mellan Dr. Dre och Jermaine Dupri, men Eminem stod upp för Dr. Dre och lade sig tillsammans med Xzibit i situationen. Det hela började när Dupri hävdade att han att var den bästa musikproducenten i hiphop-världen, större än både Dr. Dre och Timbaland, i en intervju med XXL magazine.
År 2004 och 2005 samarbetade Dupri med R&B-sångarna Usher och Mariah Carey på deras respektive album Confessions och The Emancipation of Mimi. Han producerade även sångerna "Burn", "Confessions, Pt. 2" och remixen med Kanye West, Shyne och Twista och "My Boo" med Usher och "It's like That", "We Belong Together", "Shake It Off", "Get Your Number", och "Don't Forget About Us" med Carey. Dupri har även arbetat med Nelly, Chingy, St. Lunatics och Paul Wall.
Dupri är sedan år 2002 tillsammans med Janet Jackson.

## Diskografi
- 1996: 12 Soulful Nights of Christmas
- 1998: Life in 1472
- 2001: Instructions
- 2005: Young, Fly & Flashy, Vol. 1